# Доминго Бадия-и-Леблих
Доминго Бадия-и-Леблих (псевдоним Ali Bey al-Abbasi; 1766—) — испанский путешественник.

## Биография
Родился 1 апреля 1766 года в Барселоне, рано стал заниматься математикой, географией, астрономией, физикой, естественной историей, музыкой и преимущественно арабским языком.
В 1801 году, получив тайные поручения от испанского правительства, он предпринял научное путешествие вглубь северо-западной Африки. Чтобы устранить всякие сомнения относительно своей принадлежности к магометанству, он собственноручно совершил над собой обряд обрезания и, изготовив себе на имя Али Бея, родственника пророка, родословные грамоты, снабжённые всеми необходимыми печатями и подписями, прибыл под этим именем в Танжер. Отсюда он отправился в Марокко, где население приняло его восторженно, а султан Мулай Сулайман бен Мохаммед встретил его как друга и брата. Но радушный приём был причиной того, что начертанный Бадией план свергнуть мароккского султана остался невыполненным, так как король Карл IV отозвал Бадию.
Затем он отправился паломником в Мекку, посетил Берберию, Грецию, Египет, Сирию и Турцию, везде восторженно встречаемый населением. Самые заповедные святилища открывались перед ним, во всех празднествах ему приходилось принимать участие.
В 1807 году он вернулся в Испанию, поступил на службу к королю Бонапарту и в 1812 году был назначен префектом Кордовы. После падения Наполеона в 1814 году, он переселился во Францию, где и издал описание своего путешествия «Voyage d’Ali Bei en Afrique et en Asie» (Париж, 1814).
Назначенный послом в Индию, он под именем Али Отмана отправился из Парижа в Дамаск, присоединился к каравану богомольцев, но 30 августа 1818 года у Мезериба умер от дизентерии.